# Johan Peter Emilius Hartmann
Johan Peter Emilius Hartmann (Copenaghen, 14 maggio 1805 – Copenaghen, 10 marzo 1900) è stato un compositore danese.

## Biografia
Hartmann nacque in una famiglia di musicisti di origine tedesca. Anche se inizialmente ricevette lezioni di musica da suo padre, fu per la maggior parte autodidatta. Secondo il desiderio del padre, studiò giurisprudenza e lavorò quindi come funzionario dal 1829 al 1870, ma inoltre perseguì una variegata carriera musicale. Nel 1824, era già organista presso la Garnisons Kirke a Copenaghen e nel 1832, fece il suo debutto come compositore con l'opera Ravnen (Il Corvo).
Nel 1836, fece il suo primo viaggio di studio in Germania ed in Francia, in cui fece la conoscenza figure musicali significative come Fryderyk Chopin, Gioachino Rossini, Luigi Cherubini e Louis Spohr. Spohr ed il compositore danese Christoph Ernst Friedrich Weyse furono le guide più importanti di Hartmann. Ulteriori viaggi in Germania seguirono negli anni successivi, durante cui inoltre ha fondato l'Associazione Musicale Danese nel 1836, di cui rimase presidente fino alla fine della sua vita. Nel 1843, si trasferì dalla Garnisons Kirke per suonare l'organo presso la Vor Frue Kirke e diventò direttore dell'Associazione Culturale Studentesca, posizioni che mantenne fino alla morte.
Nel 1867, dopo aver insegnato al Conservatorio di Giuseppe Siboni dal 1827, Hartmann contribuì a stabilire e dirigere il Conservatorio di Copenaghen con Niels Gade e Holger Simon Paulli. Durante il suo corso della vita, Hartmann ha occupato un posto centrale nella vita musicale danese ed era considerato da molti come un'autorità assoluta sugli argomenti musicali. Suo figlio, Emil Hartmann, inoltre è diventato compositore; Niels Gade sposò sua figlia.

## Stile

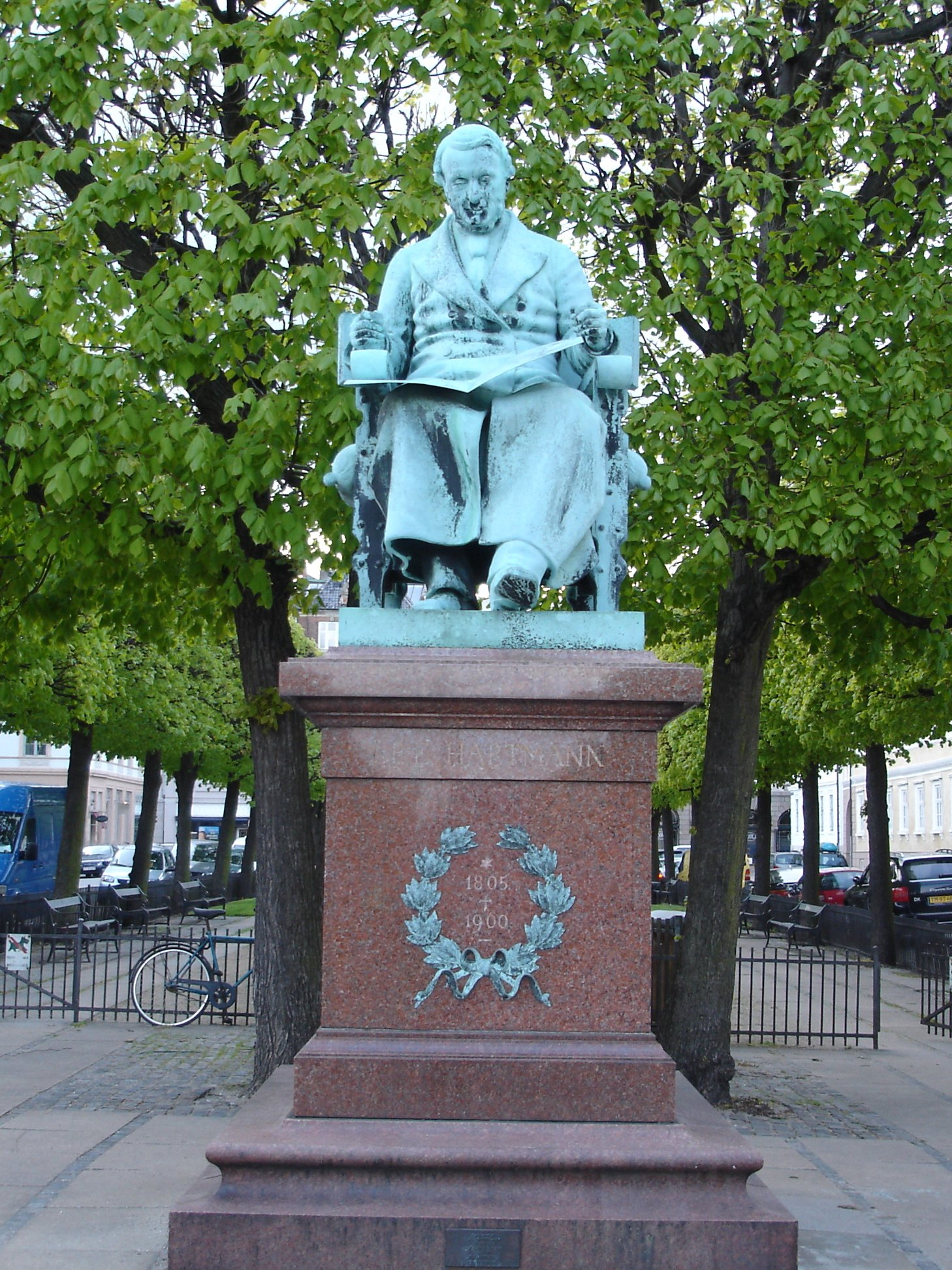
Statua di Johan Peter Emilius Hartmann

Le opere di Hartmann sono caratterizzate da serietà artistica, vitalità drammatica ed in particolare, da una coloritura nazionale che affascinava profondamente il pubblico danese. Gli elementi nordici nei temi (basati su canzoni popolari, sulle modulazioni e su una tendenza verso suoni piuttosto scuri) emersero prepotentemente dopo il 1830. Hartmann ha unito queste influenze romantiche ad un severo controllo sia sopra la forma che sopra il tema, acquisito con il suo addestramento classico e spesso rievocativo di Felix Mendelssohn.

## Opere

### Orchestrali
- Sinfonia N. 1 in sol minore, Op. 17 (1835)
- Sinfonia N. 2 in mi, Op. 48 (1847–48)
- Overture per alcune tragedie di Adam Oehlenschläger:
  - Axel og Valborg, Op. 57 (1856)
  - Corregio, Op. 59 (1858)
  - Yrsa, Op. 78 (1883)
- Musiche di scena per spettacoli teatrali, comprese:
  - Undine, Op. 33 (Carl Borgaard) (1842)
  - Hakon Jarl, Op. 40 (Oehlenschläger) (1844–57)
  - Dante, Op. 85 (1888)
- Balletti
  - Valkyrien, (Le Valchirie), Op. 62 (1860–61)
  - Thrymskviden, Op. 67 (1867–68)
  - Arcona, Op. 72 (1873–75)

### Vocali
- Opere
  - Raven, Op. 12 (1830–32)
  - Korsarerne, (Il Corsaro), Op. 16 (1832–35)
  - Liden Kirsten, (La piccola Kirsten), Op. 44 (1844–46)
- Altro
  - numerose cantate
  - Guldhornene (Le corna d'oro), Op. 11, melodramma da Oehlenschläger (1832)
  - Opere corali
  - lieder

### Musica da Camera
- Sonata per violino  N. 1 in sol minore, Op. 8 (1826)
- Sonata per violino N. 2 in do, Op. 39 (1844)
- Sonata per violino N. 3 in sol minore, Op. 83 (1886)
- Sonata per flauto in si bemolle, Op. 1 (1825)

### Piano
- Sonata per pianoforte N. 1 in re minore, Op. 34 (1841)
- Sonata per pianoforte N. 2 in fa (1853)
- Sonata per pianoforte No. 3 in la minore, Op. 80 (1876–83)
- numerosi pezzi più brevi

### Organo
- Fantasia in la maggiore (1826)
- Fantasia in fa minore, Op. 20 (pubblicata nel 1837)
- Marcia funebre per Thorvaldsen (1844) con ensemble di ottoni, pubblicato dall'autore in versione per organo solista (1879)
- Marcia funebre for Oehlenschläger (1850), con ensemble di ottoni
- Sonata per organo in sol minore, Op. 58 (1855)
- Marcia funebre per Nicolai Peter Nielsen  (1860)
- Musica di apertura per un anniversario universitario (1879), con ensemble di ottoni